# Attentat de Carmaux-Bons Enfants
Le 8 novembre 1892, Émile Henry réalise une attaque à la bombe anarchiste à Paris. L'attaque est menée en réponse à l'envoi de l'armée contre les ouvriers grévistes de la Compagnie minière de Carmaux. Henry envoie un colis piégé au siège de la compagnie à Paris, situé avenue de l'Opéra. La compagnie transfère le colis à la police, qui en prend possession et le transporte au commissariat de la rue des Bons-Enfants. La bombe explose alors que les policiers la manipulent, tuant quatre agents de police et un employé de la compagnie de Carmaux.
C'est l'attentat le plus meurtrier en France de l'Ère des attentats (1892-1894), et elle précède d'autres attentats, comme celui du café Terminus.

## Histoire

### Contexte
En 1892, à la suite du licenciement brutal de Jean-Baptiste Calvignac, socialiste et syndicaliste travaillant à la mine de Carmaux, après son élection comme maire de Carmaux, une grève très importante éclate dans la mine et les verreries associées. Ce qui commence comme un mouvement local limité se propage rapidement et attire l’attention nationale, notamment celle de socialistes importants comme Jean Jaurès,,. Cet écho pousse le gouvernement à envoyer l’armée pour contraindre les ouvriers à reprendre le travail. Bien que le mouvement social ne soit pas terminé et se poursuive même après la mort d’Émile Henry, celui-ci voit dans l’intervention de l’armée décidée par le président Émile Loubet la preuve que les méthodes pacifiques sont inefficaces. Il décide alors de passer à l’action et de mener une attaque contre le siège de la Compagnie minière de Carmaux à Paris. Pour lui, cet acte est une forme de propagande par le fait.

### Déroulé
Après s'être coordonné avec d'autres anarchistes, Émile Henry envoie un colis piégé au siège de la Compagnie, situé au 11 avenue de l'Opéra, qui arrive dans la matinée du 8 novembre 1892,. Le colis contient une bombe à renversement, un type d'engin jamais utilisé auparavant, sauf par les nihilistes russes, ce qui le rend particulièrement meurtrier. La concierge de l'immeuble prend possession du colis et le remet à la police. La bombe explose au commissariat de la rue des Bons-Enfants à 11h37, tuant quatre agents de police et un employé de la compagnie.
Cette attaque est la plus meurtrière des attentats anarchistes survenus en France entre 1892 et 1894.

### Suite
Après l'attentat, Émile Henry fuit au Royaume-Uni, puis en Belgique, avant de revenir en France. Là, il adopte un mode de vie illégaliste et mène d'autres attaques, notamment l'attentat du café Terminus, avant d'être arrêté par la police. Jugé, il est condamné à mort et finalement guillotiné.

## Postérité

### Cercles anarchistes
La plupart des anarchistes soutiennent l'attentat, mais certains expriment des doutes quant à la cible initiale, qui n'est pas un commissariat mais une entreprise composée de travailleurs civils. En y réfléchissant quelques années plus tard, Jean Grave déclare:

« La bombe […] avait été plus intelligente que ses auteurs. Eut-elle éclaté avenue de l’Opéra, […] cela aurait pu soulever l’opinion publique contre les anarchistes. Tandis qu’au poste de police, cela n’avait aucune importance. »